# Distretto di Chancheng
Il distretto di Chancheng (禅城区S, Chánchéng QūP) è un distretto della Cina, situato nella provincia del Guangdong e amministrato dalla prefettura di Foshan.